# Sugar dating
Sugar dating (del inglés sugar [azúcar] y dating [quedar, tener una cita]) o sugaringes un anglicismo y neologismo para hacer referencia a un tipo de relaciones románticas y transaccionales entre personas jóvenes (sugar baby, quien recibe el dinero o regalos) y otras de mayor edad (sugar daddy o sugar mommy), en las que las segundas proveen de una retribución económica u otro tipo de regalos a cambio de compañía y/o favores sexuales a las primeras,  o de una relación que se parezca al noviazgo.
Se ha dicho en la prensa periódica que «no está muy lejos de ser una forma más de prostitución» o que la «línea» que diferencia ambas actividades «es muy difusa». Para los involucrados en el sugar dating, este tipo de relación podría suponer un intento de evitar el «estigma» de estar relacionados con la industria del sexo. No todas las actividades dentro del sugar dating caerían dentro de la prostitución, pues también pueden darse dentro de ellas relaciones de amistad, compañía y/o "amor pragmático", por ejemplo.
El sugar dating es particularmente popular en la comunidad de citas en línea, debido al fácil acceso a nichos y deseos específicos. El término fue acuñado por la socialite estadounidense Alma de Bretteville Spreckels, quien se casó con Adolph B. Spreckels, un magnate de la industria azucarera, a quien llamaba «sugar daddy».

## Prevalencia
El fenómeno de hombres poderosos utilizando su dinero para atraer a mujeres es antiguo. A finales del siglo XIX, en los Estados Unidos, en un fenómeno conocido como treating, mujeres con trabajos mal pagados recurrían a hombres para que les brindaran dinero a cambio de hacer de damas de compañía.
Con el aumento de los costes en matrículas, recortes en becas y ayudas, así como las crecientes presiones de la deuda estudiantil, el sugar dating se ha vuelto frecuente entre estudiantes. Investigaciones sugieren que existe un fenómeno creciente de estudiantes universitarias que trabajan en la industria del sexo para pagar su educación postsecundaria. Debido a la naturaleza y estigmatización del trabajo sexual en esta población marginada y oculta, solo existe información limitada respecto al porcentaje de estudiantes que participan en este tipo de relaciones. Aquellos que deciden participar en el sugar dating a menudo utilizan varios sitios web para entrar en contacto con estas personas. La membresía en un sitio en 2016 costaba 70 dólares al mes para sugar daddies o sugar mommies, pero era gratuita para sugar babies.

## Legalidad y comparación con el trabajo sexual
Existe un debate sobre si esta práctica puede considerarse trabajo sexual, es decir, compra de atención íntima, sexual o de otro tipo. En un artículo de la Deutsche Welle, el director ejecutivo del sitio de encuentros en línea SeekingArrangement negó que el sitio acogiera a prostitutas y a sus clientes, afirmando que «las escorts y sus clientes nunca son bienvenidos en nuestros sitios». En Malasia, el sugar dating es ilegal, hasta el punto de que el director general de la empresa malaya de citas en línea Sugarbook fue detenido y la URL de su sitio web bloqueada por los proveedores de Internet de Malasia. El sugar dating ha sido calificado como la contrapartida moderna de las cortesanas.